# Mihai Zaharia
Mihai Zaharia (n. 28 noiembrie 1943, București, România – d. 5 iulie 2018) a fost un atlet român, specializat în sărituri în lungime, și antrenor de atletism. 

## Carieră
Rapidistul a fost campion național la lungime în 1971. A participat la Campionatul European din 1969 și la Campionatul European în sală din 1970. La Jocurile Balcanice din același an a câștigat medalia de argint și la ediția din 1971 a obținut bronzul. El a fost primul atlet român care a depășit pragul de opt metri, stabilind recordul național cu o săritură de 8,01 m la Košice pe 9 septembrie 1969.
După retragere sa din activitate el a fost antrenor. I-a pregătit, prîntre alții, pe Vali Ionescu,  Iolanda Oanță, Mihaela Pogăcean, Rodica Petrescu Mateescu, Ramona Pop, Dănuț Simion și Johann Schromm. Între 1990 și 2011 a fost președintele Clubului Sportiv Rapid București.
Mihai Zaharia a fost decorat cu Medalia națională „Serviciul Credincios” clasa a III-a (2000), Ordinul național „Pentru Merit” în grad de Cavaler (2003) și Ordinul „Meritul Sportiv” clasa a II-a (2004).

## Realizări
| An   | Competiție                   | Locație            | Loc | Note |
| ---- | ---------------------------- | ------------------ | --- | ---- |
| 1969 | Campionatul European         | Atena, Grecia      | 18  | 7,23 |
| 1970 | Campionatul European în sală | Viena, Austria     | 17  | 7,28 |
| 1970 | Jocurile Balcanice din 1970  | București, România | 2   | 7,61 |
| 1971 | Jocurile Balcanice din 1971  | Zagreb, Iugoslavia | 3   | 7,59 |